# Gornji Kraljevec (żupania krapińsko-zagorska)
Gornji Kraljevec – wieś w Chorwacji, w żupanii krapińsko-zagorskiej, w gminie Hrašćina. W 2011 roku liczyła 353 mieszkańców.